# 萊特級航空後勤支援艦
萊特級航空後勤支援艦是一款服役於美國海軍的航空後勤支援滾裝貨櫃船。

## 發展
萊特級原先為混合型貨船，於英格爾斯造船廠出廠後先短暫服役於摩爾-麥科馬克航運公司，後出售給美國出口-伊斯布蘭特森公司並改名為年輕美國號（SS Young America）和大共和國號（SS Great Republic），直至1978年又被法雷爾航運收購。法雷爾後於1981年將該船歸還美國海事局，美國海軍後將閒置的兩艘船進行軍事化改裝，作為航空後勤支援艦於1986年編入海事管理局備役艦隊（由美國軍事海運司令部PM-5海運計畫辦公室指揮，納入後勤預置部隊序列。萊特級配備有艉門跳板和側舷作業艙口，全通式滾裝甲板貫穿整個船體。當裝載移動式維修設施時，該艦可在錨泊狀態下為航空器提供維修服務。
在入役後，萊特級就頻繁出動。1990年8月20日，第16海軍航空後勤中隊部署柯蒂斯號出動，這是首度有MALS中隊部署於T-AVB類艦上。1990年8月27日，萊特號搭載陸戰隊第14前進後勤中隊參與沙漠盾牌行動，艦上部署來自美國東岸多個陸戰隊基地的航空維修與補給專家。在沙烏地阿拉伯卸載旋翼機支援裝備後，轉泊巴林麥納瑪港，支援駐該國的陸戰隊飛行中隊。1990年12月，MALS-14 FWD在朱拜勒港離艦轉為岸基作業，1991年1月3日換載第29加強後勤中隊持續支援沙漠風暴行動。
2003年1月至7月，萊特號搭載來自12個陸戰隊單位、4個主要基地的330名陸戰隊員、水兵和文職人員組成的第14加強後勤中隊（MALS-14 Rein. FWD），在伊拉克自由行動中為陸戰隊第11前進航空大隊等單位提供航空器中期維修支援，涵蓋機體、航電、軍械、航空生命支持系統與航材補給。艦上另配備20至40名民間技師。2002年12月自馬里蘭州巴爾的摩啟航，2003年1月經北卡羅來納州莫爾黑德市裝載後駛往波斯灣。
而柯蒂斯號則在沒有勤務時保持在ROS-5狀態，並固定兩年參加一次軍事演習，保持船隻在一定的狀態。

## 同級艦
| 艦名     | 舷號    | 造船廠         | 下水       | 服役（民用） | 服役（軍用） | 退役 | 結局      |
| -------- | ------- | -------------- | ---------- | ------------ | ------------ | ---- | --------- |
| 萊特號   | T-AVB-3 | 英格爾斯造船廠 | 1969-07-01 | 1970-02-01   | 1986-05-14   | 尚未 | 服役中    |
| 柯蒂斯號 | T-AVB-4 | 英格爾斯造船廠 | 1968-12-01 | 1969-07-01   | 1986-05-14   | 尚未 | 保持ROS-5 |

## 補充
1. ↑  集散貨船、滾裝船和貨櫃船於一體
2. ↑  致敬航空先驅、飛機的發明人萊特兄弟，並創建世界上第一間飛機公司萊特公司
3. ↑  致敬美國航空先驅，柯蒂斯飛機與發動機公司的創辦人格倫·柯蒂斯
4. ↑  5天內能重啟並恢復現役

## 外部連結
- fas.org
- . Service Ship Photo Archive.   [19 June 2007].
- defense.gov